# دائرة جبل امساعد
دائرة جبل امساعد هي إحدى دوائر ولاية المسيلة الجزائرية.